# Наум Евров
Наум Евров или Йеврович, Еврович (на сръбски: Наум Јевровић; на македонска литературна норма: Наум Евро) е македонски сърбоманин, деец на Сръбската пропаганда в Македония от края на XIX век.

## Биография
Наум Евров е роден в град Струга, тогава в Османската империя. След създаването на Българската екзархия се обявява против нея, а през 1872 година става член на дружеството „Свети Климент“ в Охрид. На 5 ноември 1875 година с други граждани на Охрид прави опит за възстановяване на Охридската архиепископия. Заедно с Темко Попов, Коста Групчев и Васил Карайовов основават Таен македонски комитет през 1885 година, с които преди това участва в ученическото дружество „Свети Климент“. Скоро след това за кратко са арестувани в София. Заедно с Коста Групчевич изпращат меморандум до канцеларията на Великия везир от името на Дружество на сърбомакедонците в Цариград и друг меморандум до представителите на Великите сили. Там започват да издават вестник „Македонски лист“ от 26 юли 1887 година и правят опит да издадат буквар. През това време е в близки отношения със сръбския посланик там Стоян Новакович. Наум Евров и Коста Групчевич през 1887 година пишат книга в отговор на тази на Атанас Шопов озаглавена „La Macédoine“ (с псевдоним Офейков), но не успяват да я издадат. Наум Еврович се разболява и се завръща в Струга преди 8 октомври 1888 година.
Атанас Шопов се среща с Еврович и в 1893 година пише:
| „ | В Струга има едно зрънце от сръбска пропаганда. Това зрънце е болният Евров, който в Цариград изгуби ума си и отиде да се лечи в „Свети Наум“, доктора на развалените умове в оная страна. Нещастният Евров живее в настоящето време в Струга и служи на сръбската пропаганда, защото оттам получава прехраната си. Гражданите се подиграват с него... Тоя Евров дойде да ни намери, когато бяхме на даляните... След кратък един разговор, Евров тихо ми прошепна: не е ли възможно да му се намери едно учителско място... | “ |

Самият Наум Евров още през 1886 година в София се обявява за българин.